# Echthrogaleus torpedinis
Echthrogaleus torpedinis är en kräftdjursart som beskrevs av C. B. Wilson 1907. Echthrogaleus torpedinis ingår i släktet Echthrogaleus och familjen Pandaridae. Inga underarter finns listade i Catalogue of Life.